# Karl Uelliger

Karl Uelliger (1975), Foto Herbert Maeder

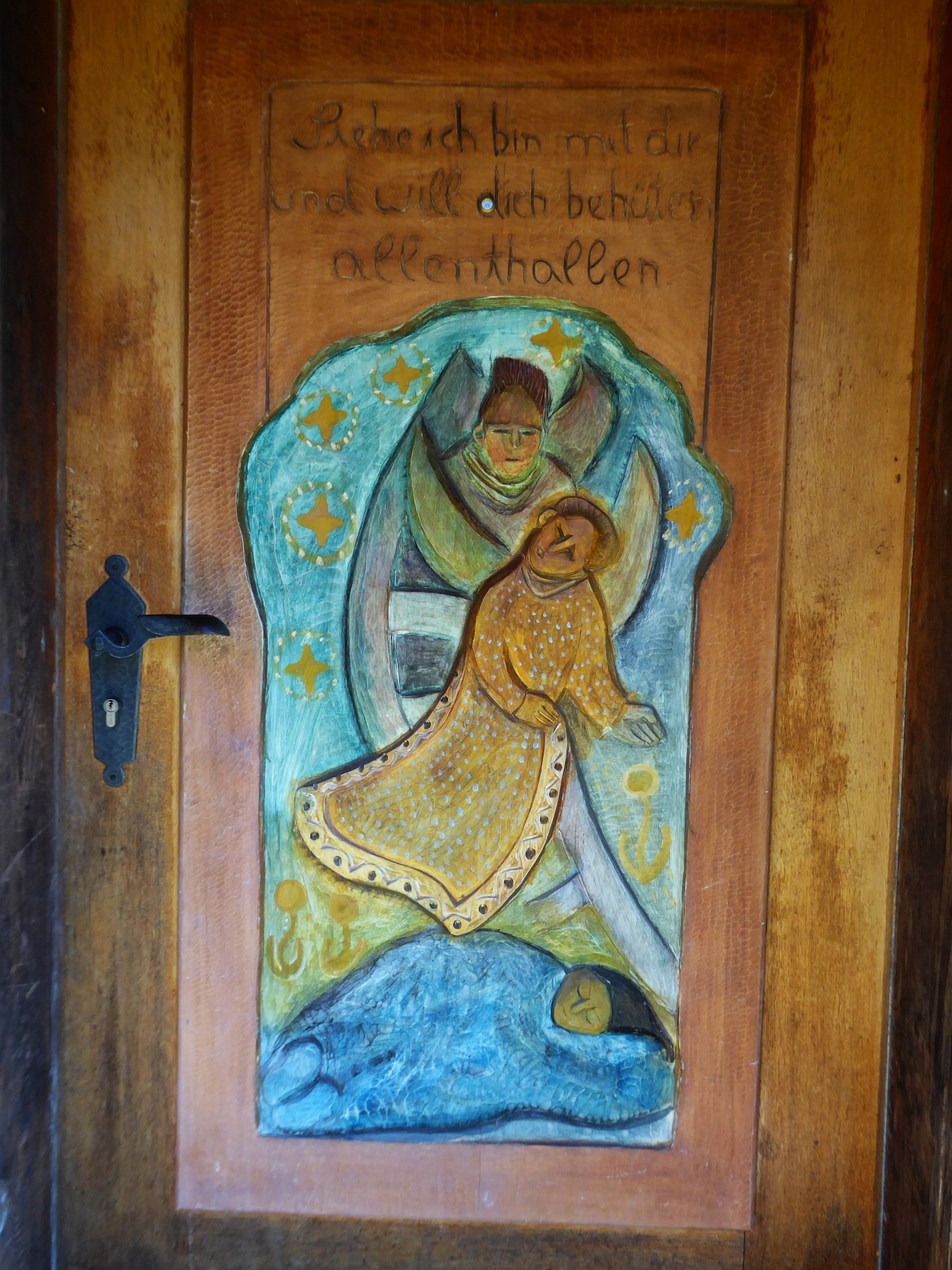
Tür des Wohnhauses

Karl Uelliger (* 15. April 1914 in Saanen; † 17. August 1993 in Dicken) war ein Schweizer autodidaktischer Maler, Holzschneider, Illustrator und Plastiker.

## Leben
Karl Uelliger wuchs als fünftes von sieben Kindern von Karl Ulrich und Luise (geborene Seewer) Uelliger in ärmlichen Verhältnissen im Berner Oberland auf und musste nach dem Tod des Vaters 12-jährig als Verdingknabe arbeiten, um die Familie zu unterstützen. Später wurde er von seinem Betreuer in eine Bäckerlehre gegeben. Als Senn, Holzfäller und mit weiteren Gelegenheitsarbeiten verdiente er seinen Lebensunterhalt. Ab 1949 lebte er in Kilchberg und fand Arbeit als Hausbursche in der dortigen psychiatrischen Klinik.

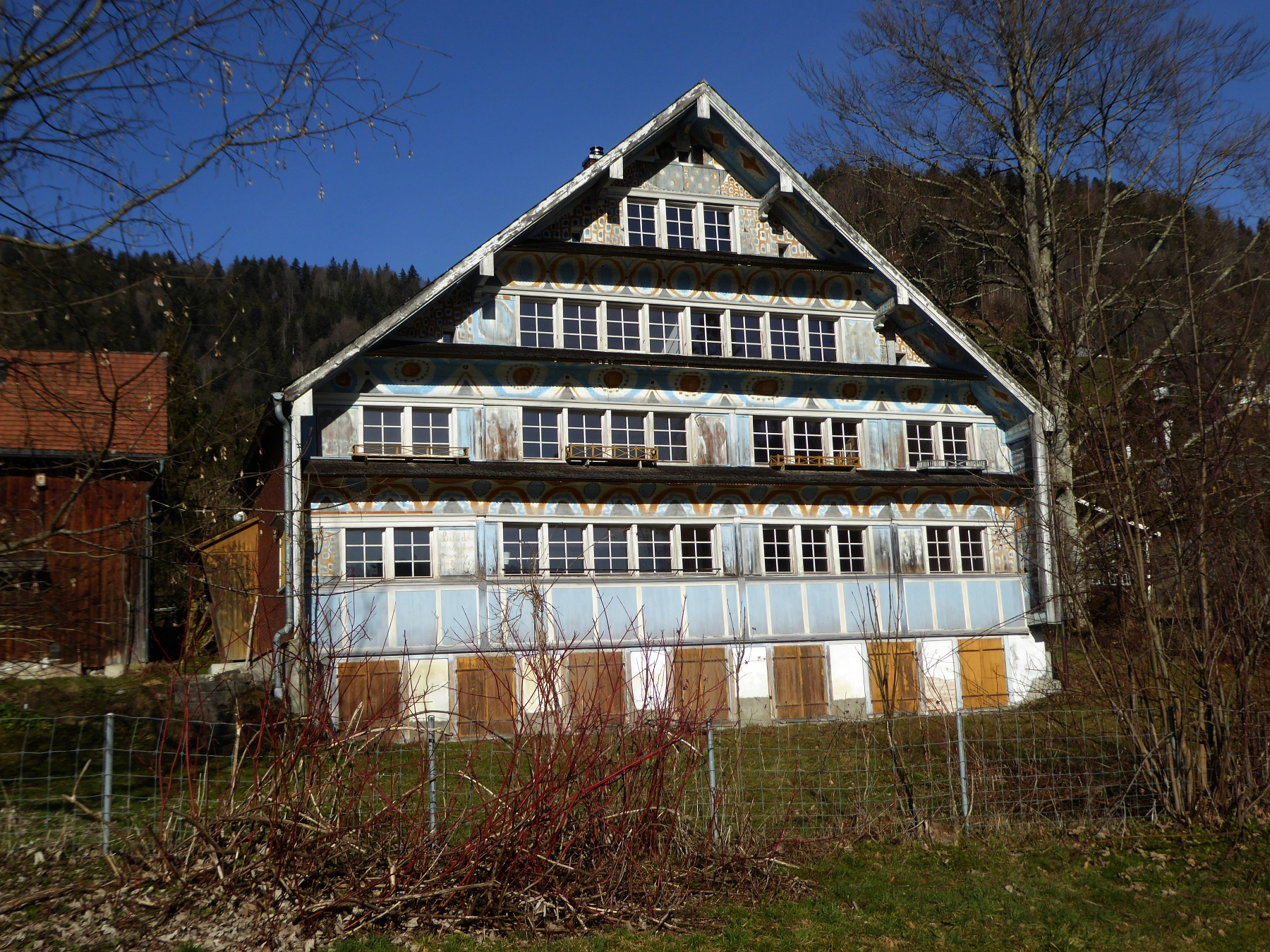
Wohnhaus in Dicken

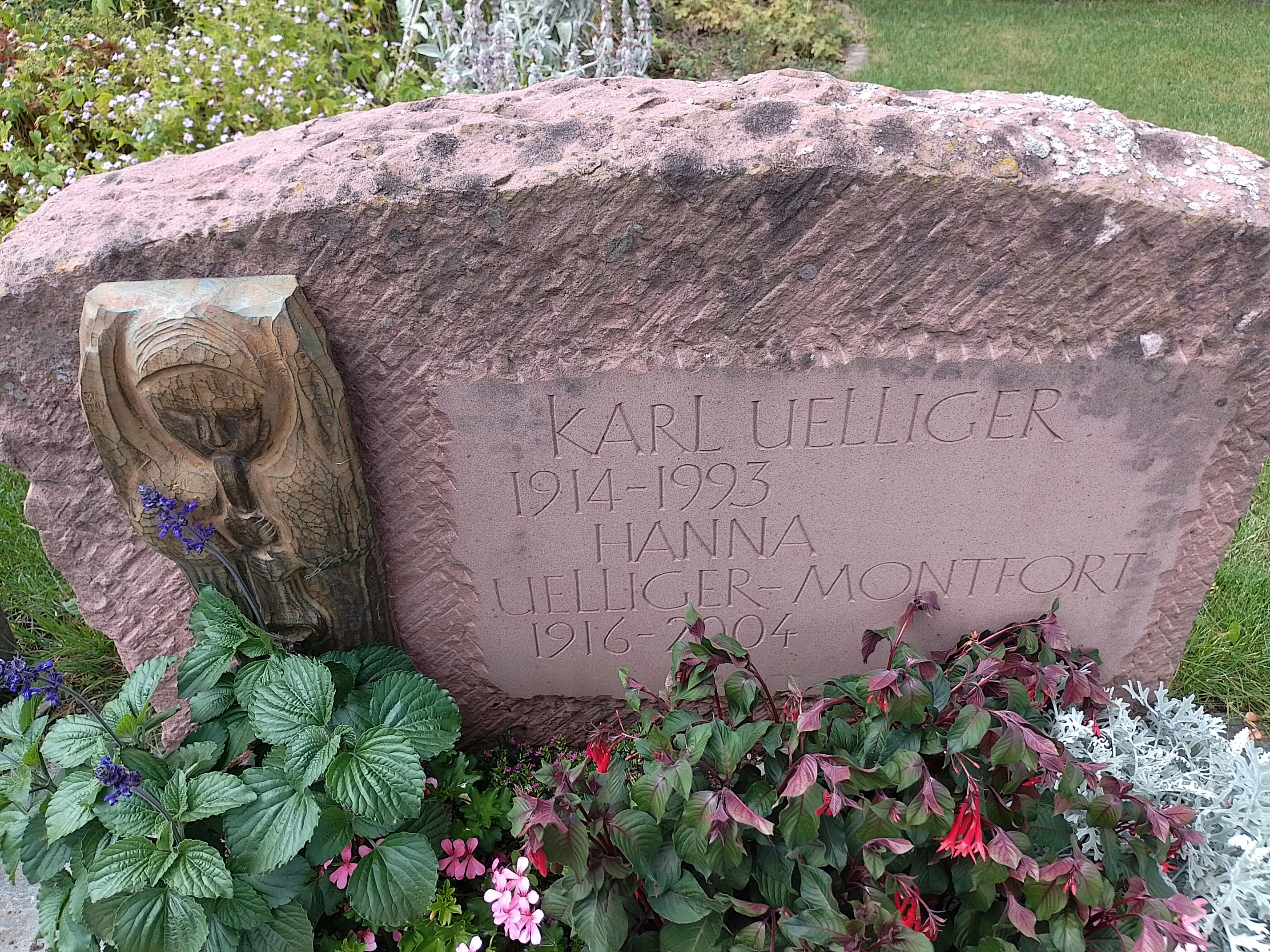
Grabstelle Friedhof Degersheim

1950 heiratete Uelliger die aus Freiburg im Breisgau stammende Josefa Elisabeth Pia Johanna «Hanna», geborene Monfort (1916–2004), die in derselben Klinik wie er als Büglerin arbeitete. Ab 1951 musste er sich unfallbedingt mehreren Operationen am Kopf unterziehen. Neben seiner Arbeit malte er. Das Ehepaar wohnte dann in Balgach. Dank der Anstellung seiner Frau, die mittlerweile eine Werkskantine in Heerbrugg leitete, konnte er sich ab 1957 ganz der Kunst widmen. Der Maler Ferdinand Gehr unterstützte ihn auf seinem künstlerischen Weg. Uelliger besuchte von 1959 bis 1963 einmal in der Woche Abendkurse in Akt- und Naturzeichnen bei Jakob Nef an der Kunstgewerbeschule in St. Gallen. 1962 konnte er erstmals seine Bilder in einer Gruppenausstellung des Kunstmuseums St. Gallen der Öffentlichkeit zeigen. Weitere Gruppen- und Einzelausstellungen folgten.
1968 erwarb das Ehepaar in Dicken in der Ostschweiz ein altes Bauernhaus, dessen Fassade sowie Wände und das Mobiliar Uelliger bemalte, beschnitzte und verzierte. Uelliger arbeitete in seinem im Haus eingerichteten Atelier und unternahm regelmässig lange Wanderungen, bei denen er unzählige Notizbücher mit Gedanken und Skizzen zu seiner Umgebung und der Natur füllte.
Karl Uelliger starb 1993 in Dicken. Seine letzte Ruhestätte fand er auf dem Friedhof in Degersheim, wo später auch seine Frau begraben wurde.

## Werk
Karl Uelligers Œuvre umfasst neben Zeichnungen, Illustrationen, Aquarellen und Gemälden in Acryl-, Öl- oder Temperafarben auch Holzschnitte, Hinterglasmalerei, Skulpturen, Reliefs und Objekte. Sein künstlerisches Werk entzieht sich sowohl stilistisch wie auch inhaltlich einer kunsthistorischen Einordnung. Ohne akademische Vorbildung und ohne Verbindung zum zeitgenössischen oder vergangenen Kunstschaffen entstanden, ist es am ehesten in der Laienmalerei beziehungsweise der Naiven Kunst anzusiedeln, hat jedoch mit seiner Vielfalt an fantastischen Elementen ebenfalls Merkmale der Art brut.
«Die Welt als Ganzes, der Lauf des Tages und der Jahreszeiten sowie Geburt und Tod als zyklische Abläufe» durchziehen inhaltlich sein gesamtes Werk. Sein Frühwerk bestand aus expressionistisch gemalten, figurativen Landschafts- und Bauernbildern sowie Darstellungen biblischer Szenen. Ab den 1970er Jahren betitelte er seine zunehmend abstrakten und traumhaften Motive mit rätselhaften Namen wie «Siebenmondtänzer» oder «Urahnengesang». Seine Kompositionen sind nicht auf Perspektive, sondern auf Farbwirkung angelegt. Neben der Malerei fertigte er Reliefs, Holzschnitzereien und Objets trouvés aus weggeworfenen Alltagsgegenständen, die er als «Schüürlilüt» bezeichnete und in der Scheune versteckte. Ausserdem textete und illustrierte er Kinderbücher.

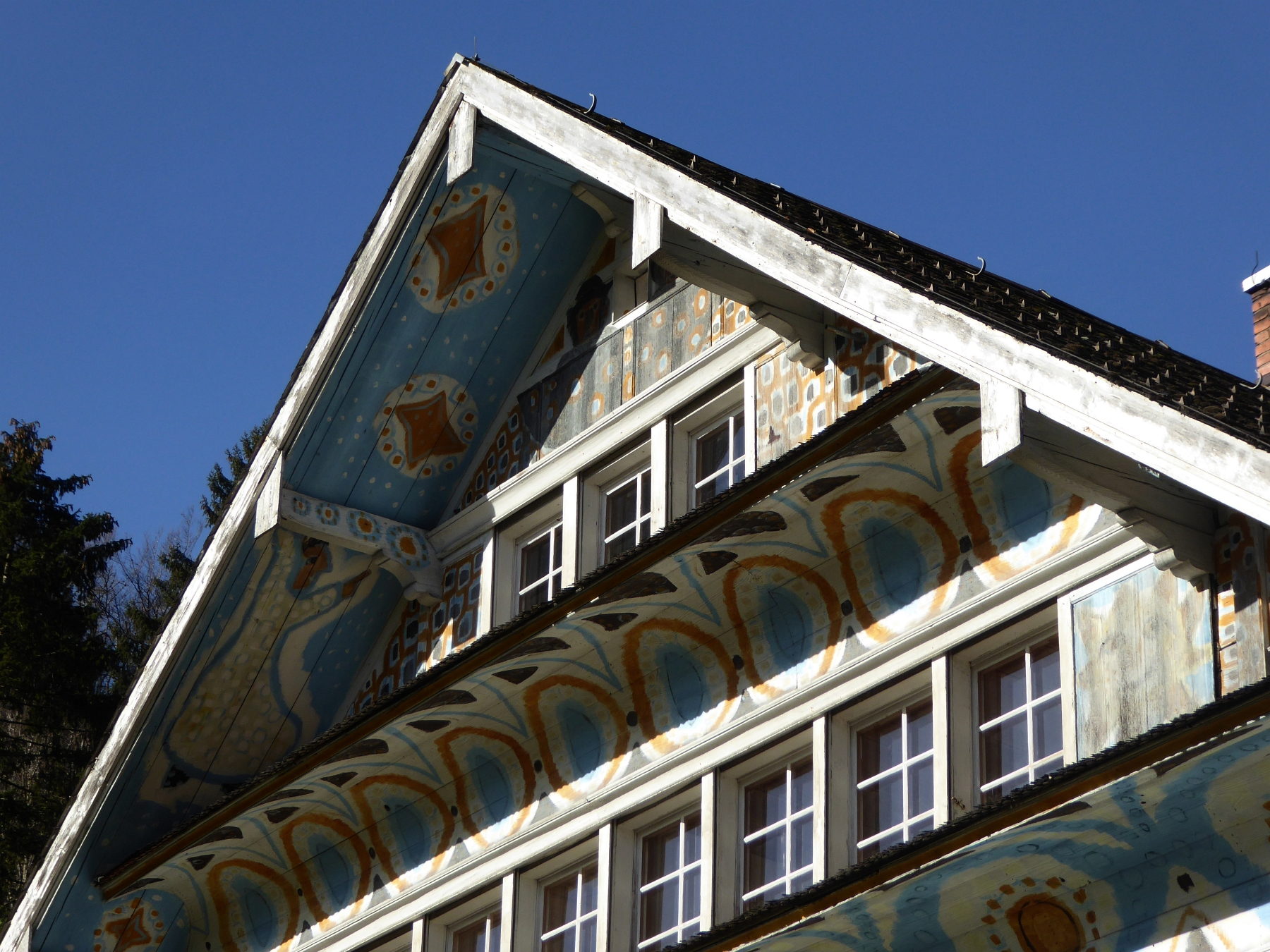
Malerei am Wohnhaus

Um 1970 bemalte Uelliger die getäferte Fassade seines historischen Bauernhauses in gestrickter Holzbauweise aus dem frühen 19. Jahrhundert mit bunten Ornamenten und figürlichen Darstellungen. Dazu verwendete er die damals unter Bewitterung unerprobte Acrylfarbe. Bereits kurz nach Fertigstellung zeigten sich erste Abplatzungen der Farbschichten, die sich in Folge verstärkten. Daneben verblassten auch die für Uelliger typischen klaren Farbtöne unter der Einwirkung des Tageslichtes. Eine Untersuchung des unter Denkmalschutz stehenden Hauses ergab 2006 irreparabele Schäden der Bemalung. Zur Konservierung wurde der gesamte Anstrich mit einem mikrokristallinen, farblosen Wachs überzogen.
1996 wurde durch seine Witwe und Freunde zur «Lebendigerhaltung des Werkes Karl Uelliger, als Beitrag zum Ostschweizer Kunstschaffen» die Karl und Hanna Uelliger Stiftung gegründet und Ende 2019 aufgelöst. Der restliche Nachlass von Karl Uelliger sowie die übriggebliebenen Stiftungsmittel übernahm die Stiftung für schweizerische Naive Kunst und Art brut, Museum im Lagerhaus in St. Gallen. Werke von Karl Uelliger befinden sich unter anderem auch im Toggenburger Museum in Lichtensteig und dem Kunstmuseum St. Gallen. Neben anderen Werken ist eine grosse Weihnachtskrippe mit 123 geschnitzten Holzfiguren, die im Laufe von 25 Jahren entstanden, seit 2004 dauerhaft im öffentlich zugänglichen Klostergang des Klosters Fischingen ausgestellt.

## Ausstellungen (Auswahl)
Einzelausstellungen:
- 2024/2025: Karl Uelliger – Mit Wolken gehen möchte ich wandern. Einzelausstellung, Open art museum, St. Gallen
- 2022: Trash-Art: Künstlerische Auseinandersetzung mit Mensch, Müll und Gesellschaft, Haus Appenzell, Zürich
- 2018: Museum der Landschaft Saanen, Saanen
- 2014: 100 Jahre Karl Uelliger «Vom letzten Rot will er noch schreiben», Kunsthäuschen, Herrliberg
- 2010: Mein Jugendbilderbuch, Tempera-Malereien, Ehemalige Propstei St. Peter und Paul, St. Peterzell
- 2007: Aussensaiter – Max Goldinger (1908–1988), Gottfried Röthlisberger (1915–1986), Paul Schlotterbeck (1920–1998), Karl Uelliger (1914–1993), Open art museum, St. Gallen
- 2007: Holzschnitte, Schnitzereien, Aquarelle, Appenzeller Volkskunde-Museum, Stein
- 2004:  Eröffnung der Dauerausstellung Uelligers grosse Weihnachtskrippe, Kloster Fischingen, Fischingen
- 2004: Acrylbilder, Aquarelle, Schnitzereien, Holzschnitte, Kunsthäuschen, Herrliberg
- 2003/2004: Skizzen und Notizen, Open art museum, St. Gallen
- 1998/99: Tagsaumspurenschreiber, Hinterglas, Zeichnungen, Schüürlilüüt, Open art museum, St. Gallen
- 1996: Der gefesselte Maler – der entfesselte Maler, Appenzeller Volkskunde-Museum, Stein
- 1986: Schloss Arbon, Arbon
- 1984: Casinogesellschaft, Herisau, zum 70. Geburtstag
- 1980: Toggenburger Museum, Lichtensteig
- 1978: Kursaal-Galerie, Heiden
- 1974: Kulturzentrum Sigristenkeller, Bülach
- 1970: Toggenburger Museum, Lichtensteig
- 1970: Museum im Kornhaus, Rorschach
- 1969: Casinogesellschaft, Herisau
- 1967: Galerie Orell Füssli, Zürich
- 1963: Galerie Zünd, St. Gallen[2][10]

Gemeinschaftsausstellungen:
- 2013: Schweizer Kunst von Segantini und Amiet bis heute, 19. Kunstausstellung, Trubschachen
- 2013: Naive Schweiz, Suisse Brut. Open art museum, St. Gallen
- 2010: Bibel in Bildern, Kloster Maria der Engel, Appenzell
- 2007: Aussensaiter, Objektkünstler / Outsider, Open art museum, St. Gallen
- 2001: Erzählende Linien – Zeichnungen aus dem Outside, Open art museum, St. Gallen
- 1984: 10 Künstler aus dem Untertoggenburg, Rathaus, Klosterhof, St. Gallen
- 1984: Ortsmuseum Lindengut, Flawil
- 1981: Biennale der Illustrationen Bratislava (BIB), Bratislava
- 1962: Rheintaler und Vorarlberger Künstler, Kunstmuseum St. Gallen[2][10]

## Veröffentlichungen (Auswahl)
- Karl Uelliger – Goldi Wolkenpicker und Schlarpi. Text: Elisabeth Sailer-Weiss, Appenzeller Verlag, Schwellbrunn 2019, ISBN 978-3-85882-825-5
- Simone Schaufelberger-Breguet: Karl Uelliger – Jugendbilderbuch. Appenzeller Verlag, Schwellbrunn 2016, ISBN 978-3-85882-753-1
- Simone Schaufelberger-Breguet: Karl Uelliger – Jahrzeitenwanderer. Appenzeller Verlag, Herisau 2013, ISBN 978-3-85882-655-8
- Goldi beim Schafhirten: ein Bilderbuch. Säntis-Verlag, Urnäsch 1996, ISBN 978-3-907993-12-5
- Karl Uelliger. Bildband zum 75. Geburtstag von Karl Uelliger. Text: Armin Müller, Säntis-Verlag, Urnäsch 1989
- Goldi und der grosse Schneemann. Säntis-Verlag, Urnäsch 1984
- Goldi beim Waldschloss: ein Bilderbuch. Säntis-Verlag, Urnäsch 1981
- Goldi und der Bergwind. Säntis-Verlag, Urnäsch 1976